# Czojdoryn Öwgönchüü
Czojdoryn Öwgönchüü (mong. Чойдорын Өвгөнхүү; ur. 10 października 1942 w somonie Uulbayan w ajmaku suchebatorskim, zm. 2 kwietnia 2019 tamże) – mongolski judoka, olimpijczyk.
Na igrzyskach w Monachium w 1972 roku wystąpił w wadze średniej. W pierwszej fazie zawodów miał wolny los. W drugiej rundzie przegrał z Jugosłowianinem Slavko Obadovem. Był to ostatni pojedynek mongolskiego judoki na igrzyskach olimpijskich.